# 高楽寺
高楽寺（こうらくじ）は、東京都八王子市にある真言宗智山派の寺院。山号は独峰山。本尊は不動明王。境内にある『桜姫』と呼ばれる樹齢200年のしだれ桜でも知られる。

## 歴史
この寺は、戦国時代の1533年（天文2年）に創建されたと伝えられ、境内の岩窟にある石仏は江戸時代中期に発生した天明の大飢饉の際に作られたものとされる。

## 文化財
- 八王子市指定史跡
  - 高楽寺横穴石仏群[2]

## 所在地
- 東京都八王子市狭間町1868[2]
  - 最寄り駅：京王電鉄高尾線・東日本旅客鉄道中央本線高尾駅